# Jean-Guillaume Béatrix
Jean-Guillaume Béatrix (Saint-Priest, 24 de marzo de 1988) es un deportista francés que compite en biatlón.
Participó en los Juegos Olímpicos de Sochi 2014, obteniendo una medalla de bronce en la prueba de 12,5 km persecución.
Ganó cinco medallas en el Campeonato Mundial de Biatlón entre los años 2012 y 2017, y una medalla de bronce en el Campeonato Europeo de Biatlón de 2010.

## Palmarés internacional
| Juegos Olímpicos   | Juegos Olímpicos             | Juegos Olímpicos  | Juegos Olímpicos |
| Año                | Lugar                        | Medalla           | Prueba           |
| ------------------ | ---------------------------- | ----------------- | ---------------- |
| 2014               | Sochi (Rusia)                | Medalla de bronce | Persecución      |
| Campeonato Mundial |                              |                   |                  |
| Año                | Lugar                        | Medalla           | Prueba           |
| 2012               | Ruhpolding (Alemania)        | Medalla de plata  | Relevo           |
| 2013               | Nové Město (República Checa) | Medalla de plata  | Relevo           |
| 2015               | Kontiolahti (Finlandia)      | Medalla de plata  | Relevo mixto     |
| 2015               | Kontiolahti (Finlandia)      | Medalla de bronce | Relevo           |
| 2017               | Hochfilzen (Austria)         | Medalla de plata  | Relevo           |
| Campeonato Europeo |                              |                   |                  |
| Año                | Lugar                        | Medalla           | Prueba           |
| 2010               | Otepää (Estonia)             | Medalla de bronce | Relevo           |